# Оксиды азота
Окси́ды азо́та — неорганические бинарные соединения азота с кислородом.

## Список оксидов
Известны 10 соединений азота с кислородом. Кроме пяти классических оксидов азота — закиси азота N2O, окиси азота NO, оксида азота(III) N2O3, диоксида азота NO2 и оксида азота(V) N2O5 — известны также димер диоксида азота N2O4 и 4 малостабильных соединения: нитрозилазид NON3, нитрилазид NO2N3, тринитрамид N(NO2)3 и нитратный радикал NO3.

## N2O
Оксид азота N2O (оксид диазота, закись азота) — несолеобразующий оксид. При нагревании разлагается на азот и кислород. При высоких концентрациях N2O возбуждает нервную систему («веселящий газ»). В медицине N2O применяют как слабое средство для наркоза, в высоких концентрациях токсичен. Закись азота иногда используется для улучшения технических характеристик двигателей внутреннего сгорания — содержащее её вещество впрыскивается во впускной (всасывающий) коллектор двигателя вместе с горючим, что приводит к следующим результатам:
- снижает температуру всасываемого в двигатель воздуха, обеспечивая плотный поступающий заряд смеси;
- увеличивает содержание кислорода в поступающем заряде;
- повышает скорость (интенсивность) сгорания топливной смеси в цилиндрах двигателя.

## NO
Оксид азота N2O3 (азотистый ангидрид) — темно-синяя жидкость, неустойчивая при обычных условиях, взаимодействует с водой, образуя азотистую кислоту HNO2.

## NO2
Оксид азота NO2 (диоксид азота) — бурый ядовитый газ тяжелее воздуха, легко сжижается. При комнатной температуре NO2 находится в смеси с его бесцветным димером N2O4, приблизительно 1:1. Взаимодействует с водой:
{\displaystyle {\mathsf {2NO_{2}+H_{2}O\rightarrow HNO_{3}+HNO_{2}}}}
и растворами щелочей:
{\displaystyle {\mathsf {2NO_{2}+2NaOH\rightarrow NaNO_{3}+NaNO_{2}+H_{2}O}}}

## N2O5(V)
Оксид азота N2O5 (пентаоксид диазота, азотный ангидрид) — бесцветное кристаллическое вещество, легко разлагается на NO2 и О2. Сильный окислитель. В воде легко растворяется с образованием азотной кислоты HNO3.
{\displaystyle {\mathsf {N_{2}O_{5}+H_{2}O\rightarrow 2HNO_{3}}}}